# 第115师团 (日本陆军)
第115师团（日语：第百十五師団）是大日本帝國陸軍师团之一。

## 沿革
太平洋战争的后期，由于原駐屯华北地区的第26师团转往菲律宾战線，第62师团转移至冲绳驻防，而由驻扎在中國的独立步兵旅团（独立混成旅团）所改編，以占領地的警備和治安維持为目的而編成的治安师团之一，同時新设立的还有第114师团，第117师团和第118师团。这4個师团，在1944年（昭和19年）7月10日，由軍令陸甲第79号下令，受命编组而成。 
第115师团以驻扎在河南省的独立混成第7旅团为基础編成。完成整编之后编入第12軍，负责黄河以南京广铁路沿線的警備任务。
师团的編制为，2支由4個独立步兵大隊组成的步兵旅，属于缺少火炮的丙师团。然而在1945年（昭和20年）3月，新编成的师团迫撃砲隊被编入师团。
1945年3月，参加豫西鄂北会战。老河口作战後回到河南郾城并在此迎来終战。

## 师团概要

### 歴代师团長
- 杉浦英吉 中将：1944年（昭和19年）7月14日 - 終战

### 最終所属部隊
- 步兵第85旅团：三宮满治少将
  - 独立步兵第26大隊：高島義明大尉
  - 独立步兵第27大隊：藤本　格大尉
  - 独立步兵第28大隊：桑原金一少佐
  - 独立步兵第29大隊：佐佐木幸夫大尉
- 歩兵第86旅团：樋口清登少将
  - 独立步兵第30大隊：天野茂吉少佐
  - 独立步兵第385大隊：遠藤利雄大尉
  - 独立步兵第386大隊：鈴木孝三郎少佐
  - 独立步兵第387大隊：今藤好雄少佐
- 第115师团輜重隊：齐藤忠一大尉
- 第115师团迫击炮隊：吉田成行大尉
- 第115师团通信隊：福間耕次大尉
- 第115师团野战医院：畠中正純軍医少佐